# إديسون مارشال
إديسون مارشال (بالإنجليزية: Edison Marshall)‏ (28 أغسطس 1894 - 29 أكتوبر 1967 في أوغستا، جورجيا) روائي من الولايات المتحدة.

## روابط خارجية
- إديسون مارشال على موقع IMDb (الإنجليزية)
- إديسون مارشال على موقع قاعدة بيانات الفيلم (الإنجليزية)